# Vera Michalski

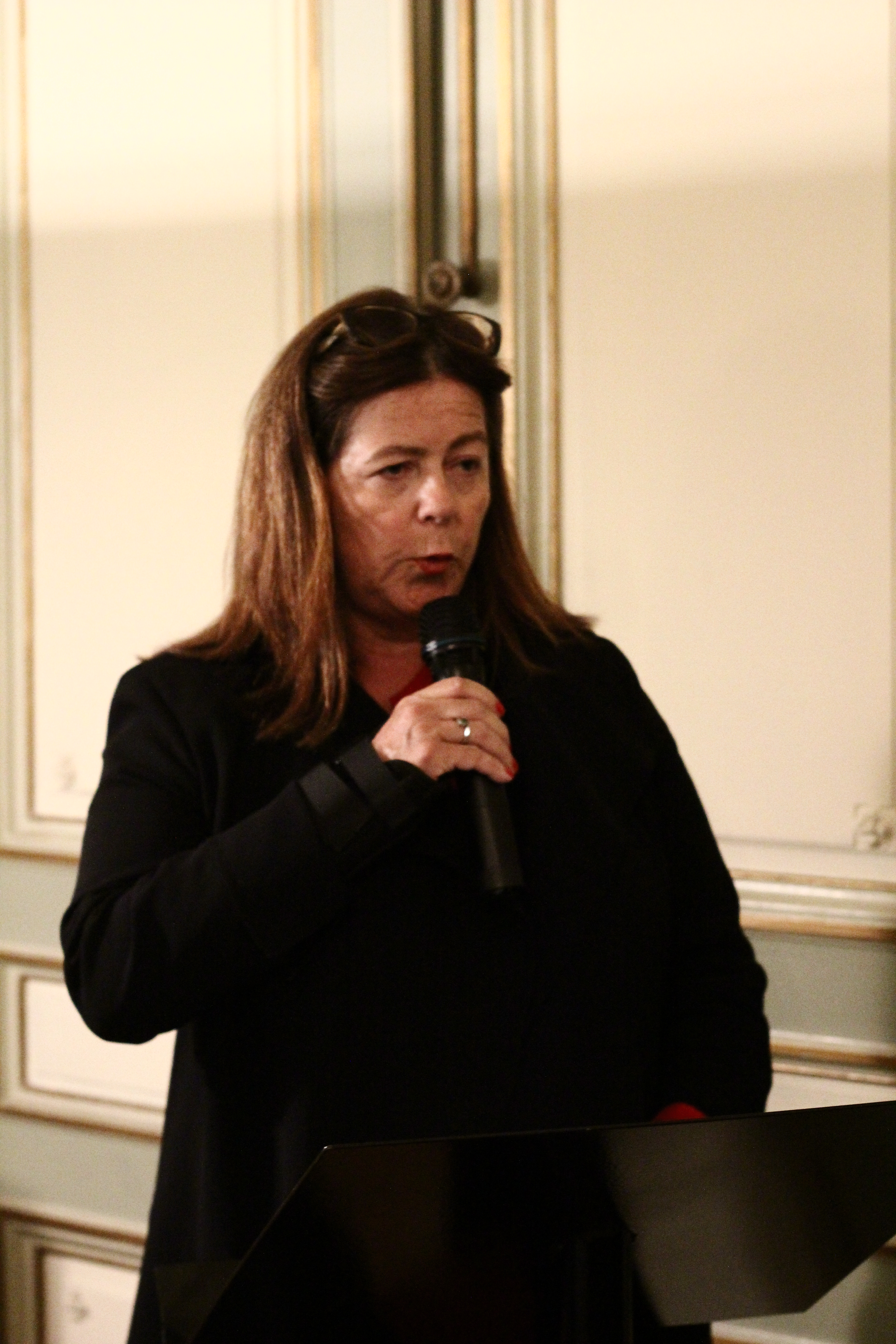
Vera Michalski

Vera Michalski-Hoffmann (* 5. November 1954 in Basel) ist eine Schweizer Verlegerin und Mäzenin.

## Leben und Berufsweg
Vera Hoffmanns Mutter ist Daria Razumovsky (1925–2002), ihr Vater ist der Biologe und Mitgründer des WWF Luc Hoffmann. Sie hat die Geschwister Maja, Andre und Daschenka. Sie ist Anteilseignerin des Schweizer Industrieunternehmens Roche Holding.
Hoffmann wuchs in der Camargue auf und begann ein Studium am Hochschulinstitut für internationale Studien und Entwicklung (Institut de hautes études internationales et du développement, IHEID) in Genf, das sie abbrach.
Sie heiratete 1983 den polnischen Dissidenten Jan Michalski (1953–2002), mit dem sie 1986 den Verlag Les Éditions Noir sur Blanc in Montricher gründete. Der Verlag begann kurz vor dem Zusammenbruch des Ostblocks sich um die Publikation verbotener osteuropäischer politischer und schöngeistiger Literatur zu kümmern.
Ihre in der Folgezeit gegründeten und übernommenen Verlage, darunter „Noir sur Blanc“, „Les Editions Phébus“, „Buchet Chastel“, „Maren Sell Éditeurs“ und Wydawnictwo Literackie mit Sitz in der Schweiz, Frankreich und Polen sind in der Holding „Libella SA“ in Lausanne zusammengefasst. Auch die Buchhandlungen „Oficyna Literacka“ in Warschau und Krakau und die Librairie polonaise de Paris gehören dazu. Ihre Verlage gaben im Jahr 2013 rund 350 Neuerscheinungen heraus.
Laut dem Bloomberg Billionaires Index belegte sie mit Stand Mai 2021 und einem geschätzten Vermögen von 6,18 Milliarden US-Dollar den 450. Platz auf der Rangliste der reichsten Menschen der Welt.

## Stiftungstätigkeit
Vera Michalski steht der „Jan Michalski Stiftung“ in Montricher vor, die als Literatustiftung u. a. das Jaipur Literature Festival, die Solothurner Literaturtage, das Internationale Literaturfestival Leukerbad und die Lausanner Buchhandlung „Payot“ unterstützt.
Michalski stiftete 2010 mit dem Prix Jan Michalski den in der Schweiz höchstdotierten Literaturpreis. Zu dessen Laureaten gehören u. a. Aleksandar Hemon, György Dragomán, Julia Lovell und Mahmoud Dowlatabadi.
In Montricher richtete Vera Michalski ein von Vincent Mangeat mit entworfenes Schriftstellerhaus für Writer in Residence ein, das 2015 erstmals genutzt werden konnte. Sämtliche Werke in dessen Bibliothek sind in deren Originalsprache als auch in Französisch vorhanden. Die Bibliothek steht auch Auswärtigen offen. Pro Jahr können etwa 50 Plätze für Aufenthalte von zwei Wochen bis drei Monate vergeben werden. Dafür gehen pro Jahr 2000 Bewerbungen ein.
Außerdem beteiligt sich die Jan Michalski Stiftung an dem im Oktober 2020 gegründeten Mäzenen-Verbund „Aventinus“, der aufgrund einer Stiftungskonstruktion die letzte überregionale Westschweizer Tageszeitung „Le Temps“ erhalten bzw. übernehmen konnte.

## Auszeichnungen und Ehrungen
Michalski wurde 2010 mit dem Herausgeberpreis „Lilas de l'éditrice“ ausgezeichnet. 1995 erhielt sie das Offizierskreuz des Verdienstordens der Republik Polen, sie ist Chevalier des Ordre des Arts et des Lettres und erhielt in Polen außerdem 2011 die Auszeichnung Gloria-Artis-Medaille für kulturelle Verdienste und 2012 den Orden Bene Merito. Für ihr engagiertes Mäzenatentum in der französischen Schweiz wurde sie 2019 mit der Auszeichnung „Mérite cantonal vaudois 2019“ und 2020 mit der „Médaille d’or“ der Stadt Lausanne geehrt.

## Schriften
- (Hrsg.): Catherine Sayn-Wittgenstein: La Fin de ma Russie. Aus dem Deutschen übersetzt von Vera Michalski. Noir sur Blanc, Montricher 1990, ISBN 978-2-88250-012-0.
- (Hrsg.): Nos journaux cachés, de Maria, Daria et Olga Razumovsky. Noir sur Blanc, Montricher 2004, ISBN 978-2-88250-142-4.